# حرب الإحدى عشر عام
الحرب الأهلية الأيرلندية، وتعرف أيضًا بـحرب الأحد عشر عامًا، هي حرب دارت بين البرلمانيين الإنجليز والاسكتلندين البروتستانت (الكومنولث الإنجليزية) ضد الثائرين الأيرلنديين الكاثوليك، وبدأت في أكتوبر عام 1641 واستمرت حتى أبريل 1653. تمكن الأيرلنديون في البداية من التخلص من الاحتلال الإنجليزي، وحكموا البلد مدة 10 سنوات، إلا أن الكومنولث تمكنوا من استعادة أيرلندا تحت حكمهم في سنة 1652، ولم يشفع للأيرلنديين تحالفهم مع عائلة ستيوارت الأسرة الحاكمة الأصلية لإنجلترا الذين قام البرلمانيون بقلب الحكم عليهم.

## نظرة عامة
بدأت الحرب في أيرلندا بتمرد عام 1641 في أولستر في شهر أكتوبر، والذي قُتِل خلاله العديد من الاسكتلنديين والمستوطنين الإنجليز البروتستانتيين. انتشر التمرد في جميع أنحاء البلاد، وفي كيلكيني في عام 1642، تشكل الحلف الأيرلندي الكاثوليكي في أيرلندا لتنظيم المجهود الحربي الكاثوليكي. كان الحلف في الأساس دولة مستقلة، وكان ائتلافًا من جميع مظاهر المجتمع الكاثوليكي الأيرلندي، الغايل والإنجليز القدامى على حد سواء. صرّح الحلفاء الأيرلنديون بانضمامهم إلى صفوف الفرسان الإنجليز خلال الحروب الأهلية التي تلت ذلك، لكن معظمهم خاضوا حربهم الخاصة دفاعًا عن مصالح الطبقة الكاثوليكية.
سيطر الحلفاء على جزء كبير من أيرلندا بصفته دولة ذات سيادة فعلية حتى عام 1649، وأعلنوا ولاءهم لتشارلز الأول ملك إنجلترا. منذ عام 1642 وحتى 1649، حارب الحلفاء ضد قوات المتعهدين الاسكتلندية والجيوش البرلمانية الإنجليزية في أيرلندا. كان المتحالفون، في سياق الحرب الأهلية الإنجليزية، متحالفين مع الملكيين الإنجليز، لكنهم كانوا منقسمين بشأن ما إذا كان عليهم إرسال مساعدة عسكرية إليهم في الحرب هناك. في النهاية، لم يرسلوا قوات إلى إنجلترا قط، لكنهم أرسلوا حملة لمساعدة الملكيين الاسكتلنديين، ما تسبب في اشتعال الحرب الأهلية الاسكتلندية.
أسفرت الحروب عن مجموعة من القوات الممزقة بشكل كبير في أيرلندا. انقسمت القوات البروتستانتية إلى ثلاثة فصائل رئيسية (الملكيون الإنجليز، والبرلمانيون الإنجليز، والمتعهدون الاسكتلنديون) نتيجة للحروب الأهلية في إنجلترا واسكتلندا. انقسم الحلف الأيرلندي الكاثوليكي في أكثر من مناسبة حول مسألة ما إذا كان ولاؤهم الأول للدين الكاثوليكي أو للملك تشارلز الأول.
انتهت الحروب بهزيمة الحلفاء. هُزموا هم وحلفاؤهم من الملكيين الإنجليز خلال الغزو الكرومويلي لأيرلندا على يد الجيش النموذجي الجديد تحت قيادة أوليفر كرومويل في 1649-1653. تسببت الحروب التي أعقبت ثورة 1641 بخسائر فادحة في الأرواح في أيرلندا، لا يمكن مقارنتها في تاريخ البلاد إلا بالمجاعة الكبرى في أربعينيات القرن التاسع عشر. أعد الفائز النهائي، وهو البرلمان الإنجليزي، لمصادرة جماعية للأراضي التي يملكها الكاثوليكيون الأيرلنديون عقابًا على التمرد ولدفع ثمن الحرب. على الرغم من أن بعض هذه الأراضي قد استُعيد بعد عام 1660 نتيجة استرداد الملكية الإنجليزية، فقد كانت الفترة نهاية فعالة لطبقة ملّاك الأراضي القديمة من الكاثوليكيين.

## المؤامرة، أكتوبر 1641
كان الهدف من التمرد أن يكون استيلاء سريعًا وغير دموي على السلطة في أيرلندا من قبل مجموعة صغيرة من المتآمرين بقيادة فيليم أونيل. عُبِّئت فرق صغيرة من أقارب المتآمر ومعاليهم في دبلن، وويكلو، وأولستر، للاستحواذ على المباني الاستراتيجية مثل قلعة دبلن. نظرًا إلى وجود عدد صغير فقط من الجنود الإنجليز المتمركزين في أيرلندا، كانت هناك فرصة معقولة لنجاح هذه الخطة، ولو نجحت بالفعل، لكانت الحاميات الإنجليزية المتبقية قد استسلمت، تاركة الكاثوليك الأيرلنديين في موقع قوة للتفاوض على مطالبهم بالإصلاح المدني والتسامح الديني والحكم الذاتي الأيرلندي. على الرغم من ذلك، حدثت خيانة للمؤامرة في اللحظة الأخيرة، وكانت النتيجة تدهور التمرد وتحوله إلى عنف فوضوي. في أعقاب اندلاع الأعمال العدائية، انفجر استياء السكان الأيرلنديين الكاثوليكيين الأصليين ضد المستوطنين البروتستانتيين البريطانيين ونشبت أعمال عنف ضدهم. بعد وقت قصير من اندلاع التمرد، أصدر أونيل بيان دونغانون الذي قدم مبررًا للثورة. ادعى أنه كان يتصرف بناء على أوامر تشارلز الأول.

## التمرد 1641-1642
منذ عام 1641 وحتى أوائل عام 1642، تميز القتال في أيرلندا بالعصابات الصغيرة، التي أسسها اللوردات المحليون أو بين السكان المحليين، وهاجمت المدنيين من الجماعات الإثنية والدينية المعارضة. أولًا، انتهزت الفرق الكاثوليكية الأيرلندية، وخاصة الأولسترية، الفرصة التي أتاحها انهيار القانون والنظام لتصفية الحسابات مع المستوطنين البروتستانت الذين احتلوا الأراضي الأيرلندية في مزارع أيرلندا. بدايةً جمع النبلاء الكاثوليك الأيرلنديين قوات الميليشيات لمحاولة احتواء العنف ولكن بعد ذلك، وعندما تبين أن الحكومة في دبلن تعتزم معاقبة جميع الكاثوليك على التمرد، شاركوا في الهجمات على البروتستانت وقاتلوا القوات الإنجليزية المرسلة لقمع التمرد. شكل المستوطنون البريطانيون في المناطق التي تركزوا فيها، حول كورك ودبلن وكاركفرغس وديري، ميليشيات للدفاع عن نفسهم وتمكنوا من صد قوات المتمردين. أظهرت جميع الأطراف قسوة شديدة في هذه المرحلة من الحرب. ذبِح نحو 4,000 بروتستانتي وربما مات 12,000 آخرين من الفاقة بعد طردهم من منازلهم. في إحدى الحوادث سيئة السمعة، أسِر سكان بورتاداون البروتستانت ثم ذبحوا على جسر المدينة. رد المستوطنون بالمثل، مثلما فعلت الحكومة في دبلن، بشن هجمات على السكان المدنيين الأيرلنديين. وقعت مذابح للمدنيين الكاثوليك في جزيرة راثلين وأماكن أخرى. هزم المتمردون من أولستر قوة حكومية في جوليانستاون، لكنهم فشلوا في الاستيلاء على دروغيدا المجاورة وتشتتوا عند تقدمهم في دبلن.
بحلول أوائل عام 1642، كانت هناك أربعة تجمعات رئيسية للقوات المتمردة: في أولستر بقيادة فيليم أونيل، في بالي حول دبلن بقيادة فيكونت جورمانستاون، في الجنوب الشرقي، بقيادة عائلة بتلر وخاصة اللورد ماونتغاريت وفي الجنوب الغربي، بقيادة دوناغ ماك كارثي، فيكونت موسكيري.

## حرب الكونفدرالية 1642-1648
أراد تشارلز الأول السيطرة على أيرلندا لحشد مواردها ضد خصومه في إنجلترا واسكتلندا، كان الاسكتلنديون وحلفاؤهم البرلمانيون الإنجليز يهدفون إلى منع ذلك. على مدار عام 1642، وصل 10,000 اسكتلندي بتمويل من البرلمان في كوليرين وكاركفرغس، بينما أعادت القوات الإنجليزية السيطرة على دبلن.
وافق تشارلز والبرلمان على قانون المغامرين في مارس 1642 وهو أحد التشريعات الأخيرة التي أبرمت قبل اندلاع الحرب الأهلية الإنجليزية الأولى، ومول هذا القانون الحرب في أيرلندا عن طريق قروض يجري تسديدها من خلال بيع الأراضي التي يحتفظ بها المتمردون الأيرلنديون. ونتيجة لذلك، لم يتسامح أي من الجانبين مع الدولة الكاثوليكية المتمتعة بالحكم الذاتي التي طالب بها القادة الأيرلنديون التزم كلاهما بمصادرة المزيد من الأراضي، كان تطبيق قانون المغامرين هو الهدف الأساسي لاحتلال كرومويل عام 1649.
أدى ذلك إلى تشكيل الكونفدرالية الأيرلندية، ومقرها في كيلكيني، بحلول نهاية عام 1642، سيطرت على ثلثي أيرلندا، بما في ذلك موانئ وترفورد وويكسفورد، والتي يمكن من خلالها تلقي المساعدة من القوى الكاثوليكية في أوروبا. على الرغم من دعم معظم الكاثوليك الأيرلنديين، وخاصة رجال الدين، كان العديد من أتباع الديانات بين الطبقات العليا من ذوي النزعة الملكية الذين كانوا يخشون فقدان أراضيهم إذا ألغيت المستوطنات المزروعة. حارب البعض الكونفدرالية، وبقي آخرون مثل كلانريكارد على الحياد.
كانت القوات المتاحة في البداية للكونفدرالية عبارة عن ميليشيات وجبايات خاصة يقودها هواة أرستقراطيون مثل اللورد ماونتغاريت. عانى هؤلاء من سلسلة من الهزائم، من بينها معركة ليكرول وكيلراش ونيو روس وغلينمكوين، لكن اندلاع الحرب الأهلية الإنجليزية في منتصف عام 1642 أدى إلى استدعاء العديد من القوات الإنجليزية. سمح ذلك لغاريت باري، وهو جندي مرتزق أيرلندي عائد، بالاستيلاء على ليمريك في عام 1642، بينما أجبر سكان المدينة الحامية الإنجليزية في غالواي على الاستسلام في عام 1643.
بحلول منتصف عام 1643 تمكنت الكونفدرالية من السيطرة على أجزاء كبيرة من أيرلندا، باستثناء أولستر ودبلن وكورك، بفضل الانقسامات بين خصومهم، وسيطرة القوات الموالية للبرلمان على بعض المناطق، واحتلال دوق أرموند الملكي للمناطق الأخرى، إضافة إلى المعادين الذين اتبعوا خطتهم الخاصة حول كاركفرغس. كان الواقع مزيجًا معقدًا للغاية من الولاءات المتغيرة، ولأسباب مختلفة، نظر العديد من البروتستانت في أولستر إلى الاسكتلنديين بعداء، كما فعل بعض حلفائهم الشكليين في البرلمان، مثل كرومويل.

### الجمود
أعطت الحرب الأهلية الكونفدرالية الوقت الكافي لإنشاء جيوش منتظمة دائمة، وتمكنوا في النهاية من حشد نحو 60,000 رجل في مناطق مختلفة. موِلت هذه الجيوش من خلال نظام شامل للضرائب، مجهز بإمدادات من فرنسا وإسبانيا والبابوية ويقودها متخصصون أيرلنديون مثل توماس بريستون، وأوين رو أونيل، اللذين خدما في الجيش الإسباني.
مع ذلك، يمكن القول إنهم أضاعوا فرصة لغزو أيرلندا بأكملها من خلال التوقيع على هدنة أو «وقف الأسلحة» مع الملكيين في 15 سبتمبر 1643، بعدها قضوا السنوات الثلاث التالية في مفاوضات فاشلة. سيطرت الغارات على الفترة منذ عام 1642 وحتى عام 1646، إذ اعتمدت جميع الأطراف على تجويع عدوها بتدمير المحاصيل والإمدادات، مما تسبب في خسائر فادحة في الأرواح، لا سيما بين المدنيين. ما زاد الطين بِلة، المرسوم البرلماني الصادر عام 1644 الذي منع «إبداء الرحمة لأي أيرلندي أو بابوي مولود في أيرلندا ويعتبر عدوًا للبرلمان إن كان في البحر أو في إنجلترا وويلز».
فشل الهجوم ضد أولستر عام 1644 في إحراز تقدم كبير، في حين أن الهزيمة في مارستون مور في يوليو أوضحت بشكل متزايد أن الملكيين الإنجليز كانوا يخسرون الحرب، بعد أسبوعين، انشق إيرل إنشكين إلى البرلمان، ومنحهم السيطرة على موانئ كورك وكينسل ويوال. في أواخر عام 1644، استولى الكونفدراليون على باندون لكن إنشيكين بقي مسيطرًا على كورك، استولى بريستون على دنكانون في يناير 1645، ثم حاصر يوال ولكن نقص الإمدادات أجبره على التخلي عن الحصار في مارس 1645.

### اللاجئون
شهدت السنوات الأولى من الحرب نزوحًا واسع النطاق للمدنيين، مارس الجانبان ما يسمى الآن بالتطهير العرقي. في المرحلة الأولى من التمرد في عام 1641، فرّ المستوطنون البروتستانتيون الضعفاء إلى مدن مسورة مثل دبلن وكورك وديري للحماية. فرّ آخرون إلى إنجلترا. عندما احتلت قوات العهد الإسكتلندي مدينة أولستر عام 1642، ردوا على الاعتداءات على المستوطنين بهجمات على السكان المدنيين الكاثوليك الأيرلنديين. نتيجة لذلك، تشير التقديرات إلى أن ما يصل إلى 30,000 شخص فروا من أولستر في عام 1642 للعيش في الأراضي التي تسيطر عليها الكونفدرالية. أصبح العديد منهم من أتباع معسكر أوين رو أونيل، جيش أولستر، وعاشوا في تجمعات عشائرية تسمى «كرتس» ورعوا قطعانهم من الماشية مع الجيش. خارج أولستر، كانت معاملة المدنيين أقل قسوة، ومع أن «المنطقة المحرمة» الواقعة بين الأراضي التي تسيطر عليها الكونفدرالية والبريطانية في لينستر ومونستر تعرضت مرارًا للهجوم والحرق، فقد هجرها سكانها أيضًا.

### النصر والهزيمة للكونفدراليين
لكن الجمود كُسر في عام 1646. خلال الصيف بعد نهاية الحرب الأهلية الإنجليزية الأولى، حاول الجيش الكونفدرالي تحقيق أكبر عدد ممكن من المكاسب في أيرلندا قبل الغزو المتوقع من قبل قوات البرلمان الإنجليزي. نجحوا للغاية في هذه المحاولة. في 5 يونيو 1646 هزم أوين أونيل جيشًا برلمانيًا واسكتلنديًا بقيادة روبرت مونرو في بنبور. خلال شهر يوليو، استولى توماس بريستون الذي قاد جيش لينستر التابع للاتحاد الكونفدرالي على المعقل البرلماني في روسكومون بينما استولى دونو مكارثي فيكونت موسكيري على قلعة بونراتي.